# Вриси
Вриси (грч. Βρύση) је приморско насељено место у  општини Кушница у периферији Источна Македонија и Тракија, Грчка. Према попису из 2021. године било је 96 становника.
Насеље се први пут помиње на попису из 1981. године са шест становника.